# Altin Lala
Altin Dodë Lala (* 18. November 1975 in Tirana) ist ein ehemaliger albanischer Fußballspieler und -trainer, der auch die deutsche Staatsangehörigkeit besitzt. Er stand 14 Jahre lang bei Hannover 96 unter Vertrag und war bis 2014 albanischer Rekordnationalspieler.

## Spielerkarriere

### Vereinskarriere

#### Jugend- und Amateurzeit
Lala begann seine Fußballerkarriere 1984 in der Jugendabteilung von Dinamo Tirana und setzte sie nach der Flucht 1991 (s. a. Sonstiges) bei der SpVgg Hosenfeld in Deutschland fort. Nach einer Saison wechselte er zum Oberligisten Borussia Fulda, mit dem er in die Regionalliga Süd aufstieg.

#### Hannover 96

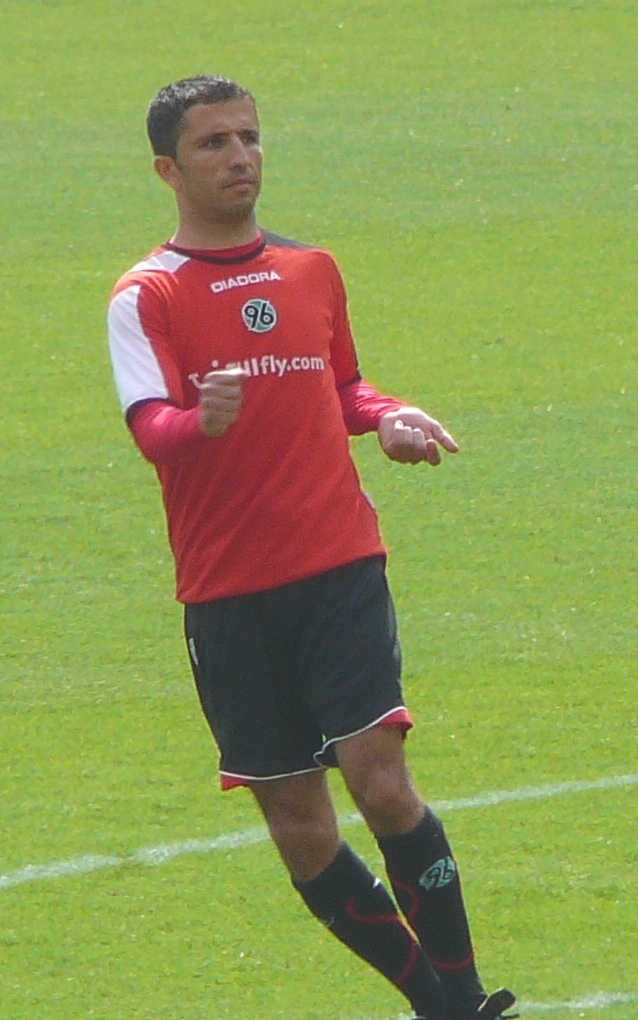
Altin Lala im April 2008

Nachdem zunächst der Wechsel zum Zweitligisten Hannover 96 im Januar 1998 scheiterte, Talentsichter von Hannover 96 entdeckten Lala zuvor, gelang dieser im Sommer desselben Jahres. Lala debütierte am 30. Juli 1998 (1. Spieltag) beim 1:0-Sieg im Heimspiel gegen den Karlsruher SC. Sein erstes Tor in der 2. Bundesliga erzielte er am 23. August 1998 (5. Spieltag) mit dem Anschlusstreffer bei der 1:2-Niederlage im Auswärtsspiel gegen den FC Gütersloh.
Nach vier Spielzeiten und 115 Zweitligaspielen (9 Tore) gelang ihm mit dem Verein als Zweitligameister 2002 der Aufstieg in die Bundesliga zur Saison 2002/03. Dort blieb Lala dem Verein bis Ende der Saison 2011/12 treu und verzeichnete 181 Einsätze in der deutschen Elitespielklasse. In dieser Zeit bekleidete er von 2004 bis 2007 das Amt des Mannschaftskapitäns, das er an Torhüter Robert Enke abtrat. In den 181 Erstligaspielen erzielte er mit dem Treffer zum 5:0-Endstand am 31. Januar 2007 (19. Spieltag) im Heimspiel gegen Hertha BSC sein einziges Bundesligator. Nach 14 Jahren für Hannover 96 wurde er am 5. Mai 2012 von Fans und Verein verabschiedet.

#### FC Bayern München II
Zur Saison 2012/13 wurde er von der zweiten Mannschaft des FC Bayern München verpflichtet. Dort absolvierte er die ersten drei Partien und schied dann verletzungsbedingt aus. Aufgrund einer schweren Knieverletzung gab Altin Lala Mitte Oktober 2012 das Ende seiner aktiven Karriere als Fußballer und seine Rückkehr nach Hannover bekannt.

### Nationalmannschaft
Nach Einsätzen für die U-16- und U-21-Nationalmannschaft seines Landes bestritt er 1998 bis 2011 78 Länderspiele für die A-Nationalmannschaft Albaniens, in denen ihm drei Tore gelangen. Damit war er zeitweise Rekordnationalspieler seiner Heimat, bis er von Lorik Cana abgelöst wurde.

## Trainerkarriere
Von März 2014 bis Sommer 2016 war Lala Co-Trainer der albanischen Nationalmannschaft.

## Persönliches
Nach dem mit 1:8 verlorenen Länderspiel gegen die deutsche U16-Nationalmannschaft im November 1991 in Offenbach am Main flüchtete Lala gemeinsam mit zehn weiteren albanischen Jugend-Nationalspielern. Es folgten Aufenthalte im Aufnahmelager Schwalbach und für zwei Monate in Hattersheim. Als Asylbewerber war es ihm untersagt, eine Ausbildung zu beginnen. Nachdem er in einem Möbelhaus gearbeitet hatte, war er im Gastronomie-Großhandel tätig.
Der in Tirana aufgewachsene Lala ist seit 1999 verheiratet und hat mit seiner italienischen Frau zwei Kinder. 2009 gründete Lala gemeinsam mit der Drogeriemarktkette Rossmann die Firma Rossmann & Lala, die in Albanien Drogerien betreibt. Ende Mai 2020 erhielt er per Einbürgerung die deutsche Staatsbürgerschaft.
Mit der ALF Sports GmbH gründete der Albaner seine eigene Berateragentur. Zu seinen Klienten zählt unter anderem Milot Rashica.

## Erfolge
- Zweitligameister 2002 (zgl. Aufstieg in die 1. Bundesliga)
- 2002–2012: zehn Saisonen mit Einsätzen in der 1. Bundesliga, Europa-League-Qualifikation 2011 und 2012
- 2012: Viertelfinale UEFA Europa League